# Сонячна стежка

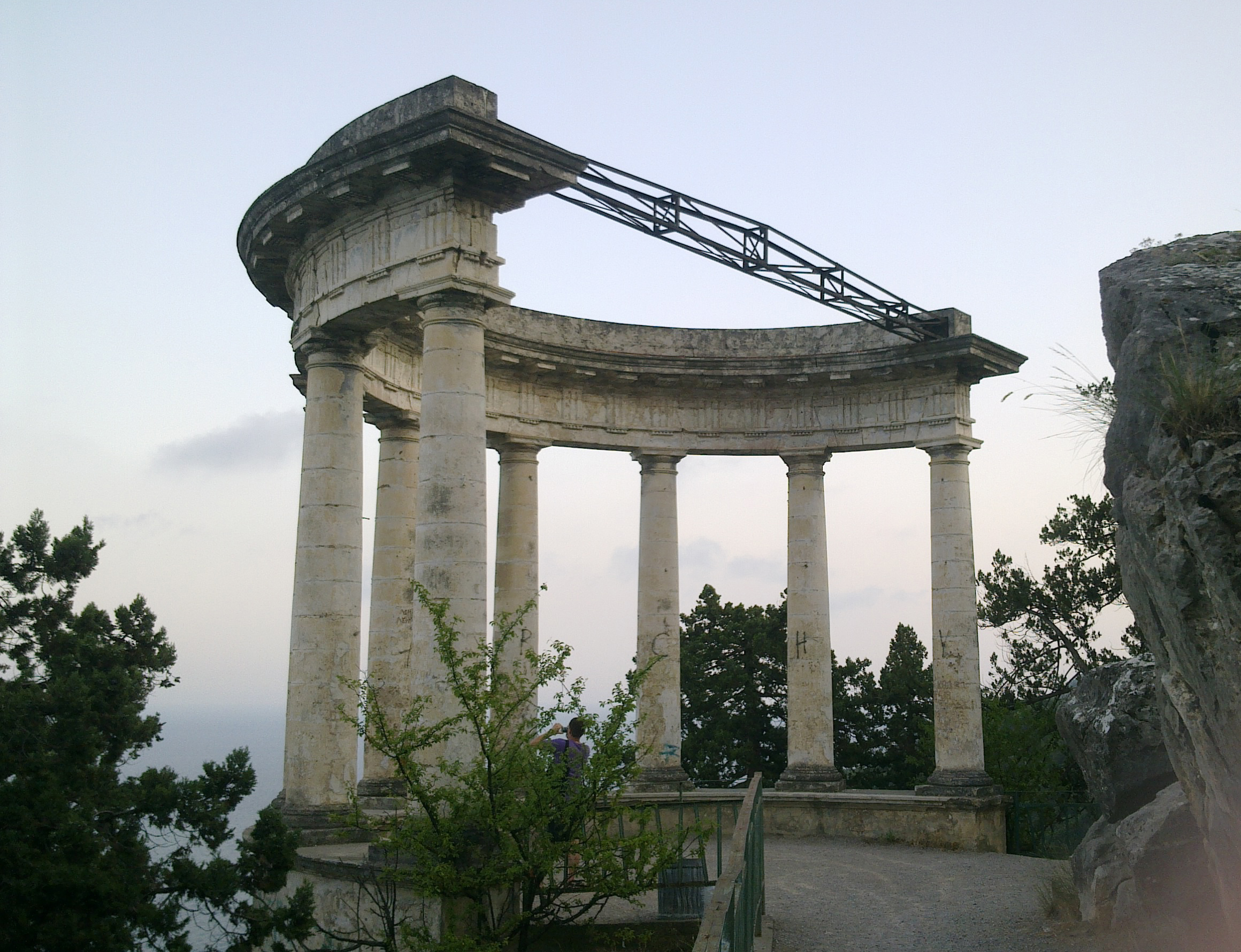
Ротонда в Ореанді

Со́нячна сте́жка (відома також як «царська» та «горизонтальна») — стежка на Південному березі Криму. З'єднує Лівадію з Гаспрою. В минулому Сонячна стежка була улюбленим місцем прогулянок сім'ї Миколи II.

## Опис
З'єднує Лівадію (Лівадійський палац) з Гаспрою (Дитячий санаторій ім. Рози Люксембург) і проходить через Ореанду, повз гірські вершини Хрестова (Ставрі-Кая) та Ай-Нікола, скелі Білоголова (Хачла-Каяси), Пиріжок, храми Святого Архистратига Михаїла та Покрови Пресвятої Богородиці. Від стежки є відгалуження у напрямку до санаторіїв Нижня Ореанда, Гірський, турбази Кічкіне.
У місцях перетину з дорогами розташовані покажчики продовження стежки. Перша стометрівка стежки забетонована, інша частина покрита кам'яно-піщаними матеріалами. Біля санаторію Лівадія знаходяться сонячний годинник і схема стежки, а на півдорозі — ротонда. Однак стежка зазнала деяких змін: покажчики пошкоджені вандалами, а деякі частини стежки загороджені парканами; місцеві жителі протоптали скоротливі шляхи, щоб зрізати вигини стежки.
Довжина стежки 6711 метрів, висота над рівнем моря — 133—203 метрів.

## Історія
До 1861 року, коли Лівадійський палац було придбано у спадкоємців графа Лева Потоцького в приватне володіння імператорської сім'ї, стежка проходила лише над Нижньою Ореандою і з'явилася на цій ділянці у 1843 році. Необхідність з'єднати царський палац в Лівадії з маєтком Ай-Тодор виникла після його придбання.
Незважаючи на складний гірський рельєф, її вдалося прокласти так, аби уникнути помітних перепадів висот, тому стежка отримала ще одну назву — «Горизонтальна». При легеневих захворюваннях дуже важливо, щоб не було перепадів рівнів (тиску).
При від'їзді до Санкт-Петербурга у 1900 році Микола II дав вказівку керівникові Лівадійським маєтком Л. Д. Євреїнову про прокладання горизонтальної доріжки від «Рожевих воріт» в Лівадії до частини стежки у Верхній Ореанді, вже прокладеної від маєтку Ай-Тодор. У 1901 році роботи були повністю завершені, і доріжка (довжиною 6711 м) стала улюбленим місцем прогулянок сім'ї Миколи II.
Назва «Сонячна стежка» — вигадана за радянських часів.

## Галерея

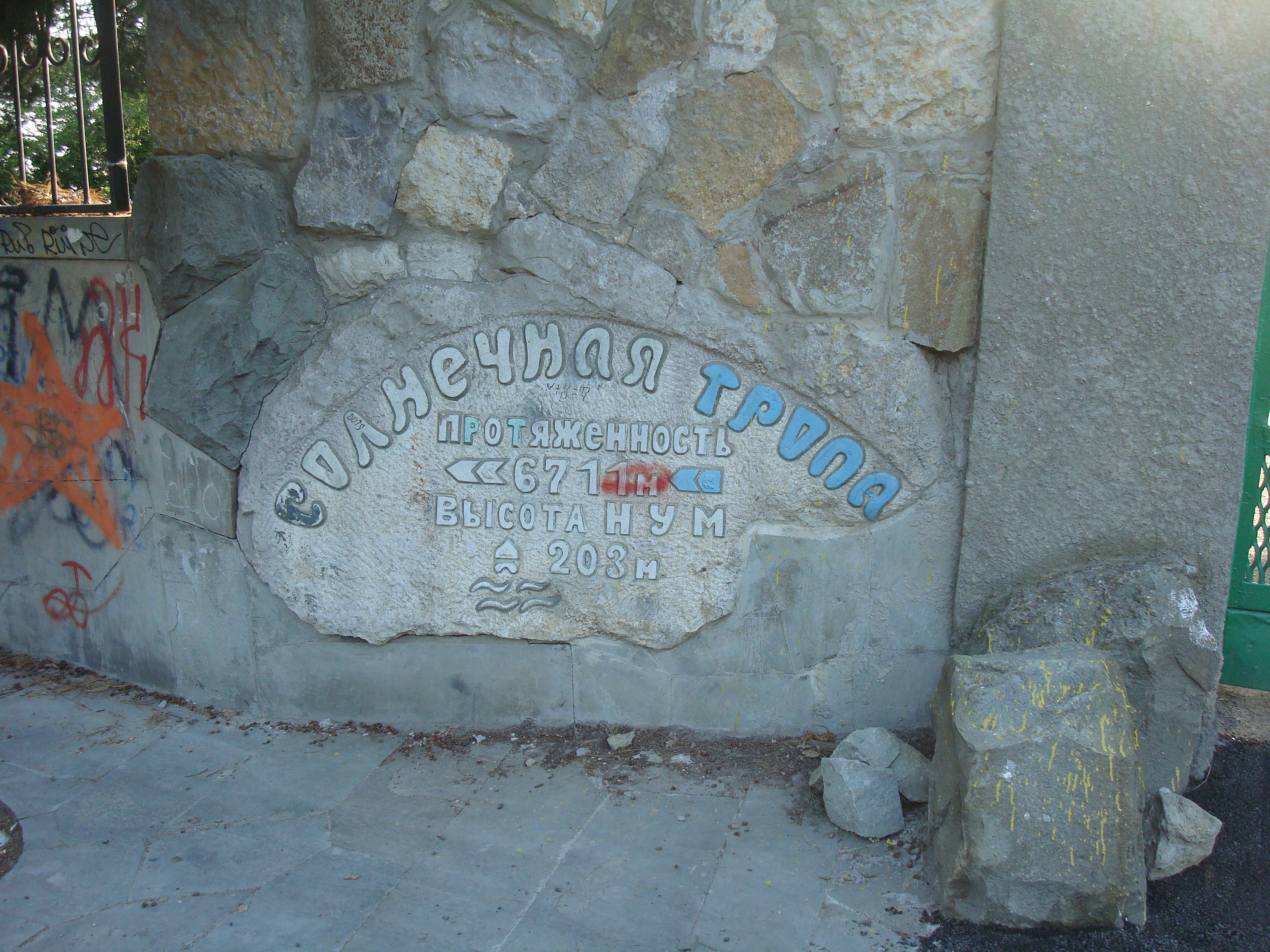
Покажчик на стежці
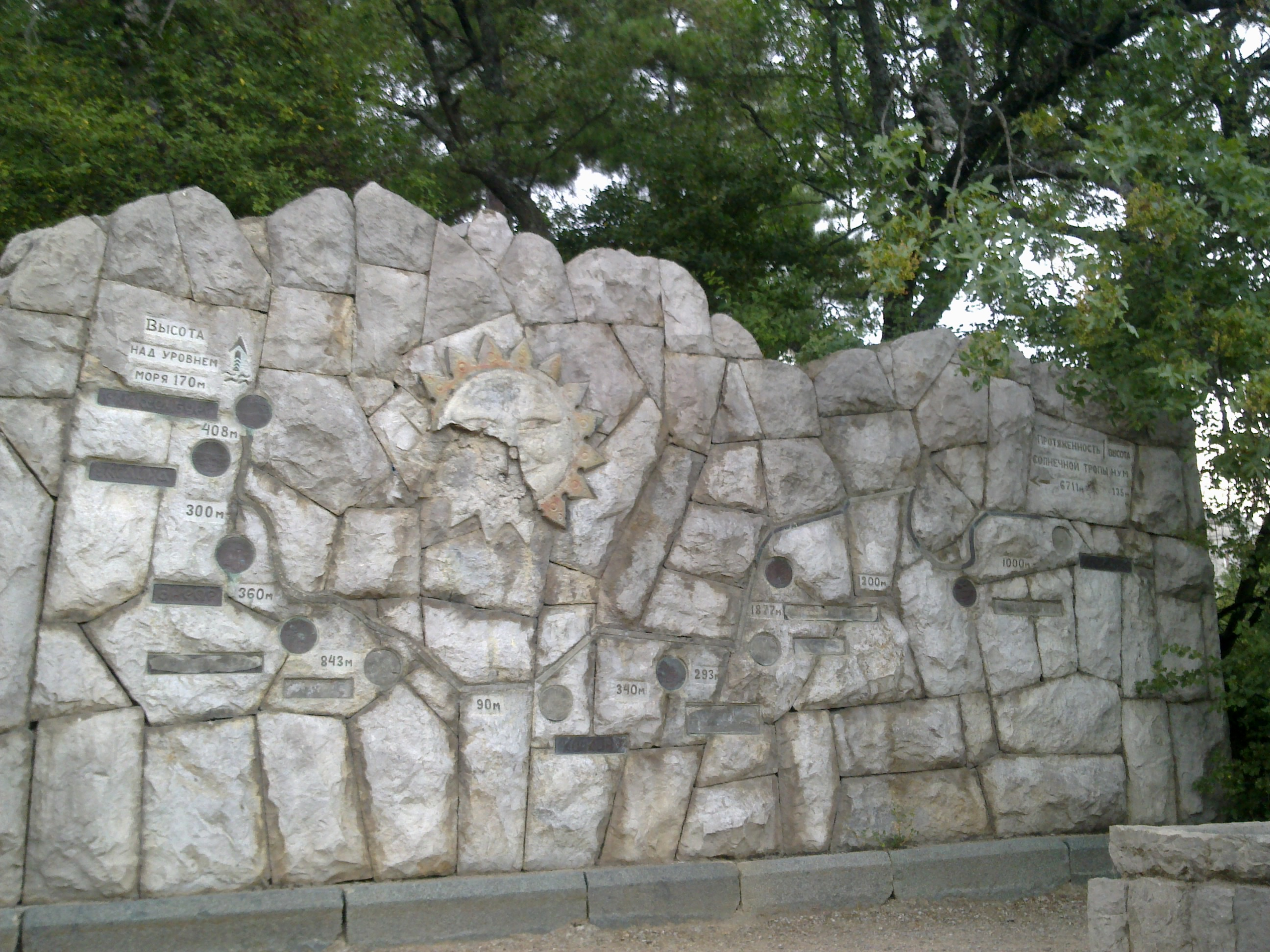
Схема Сонячної стежки
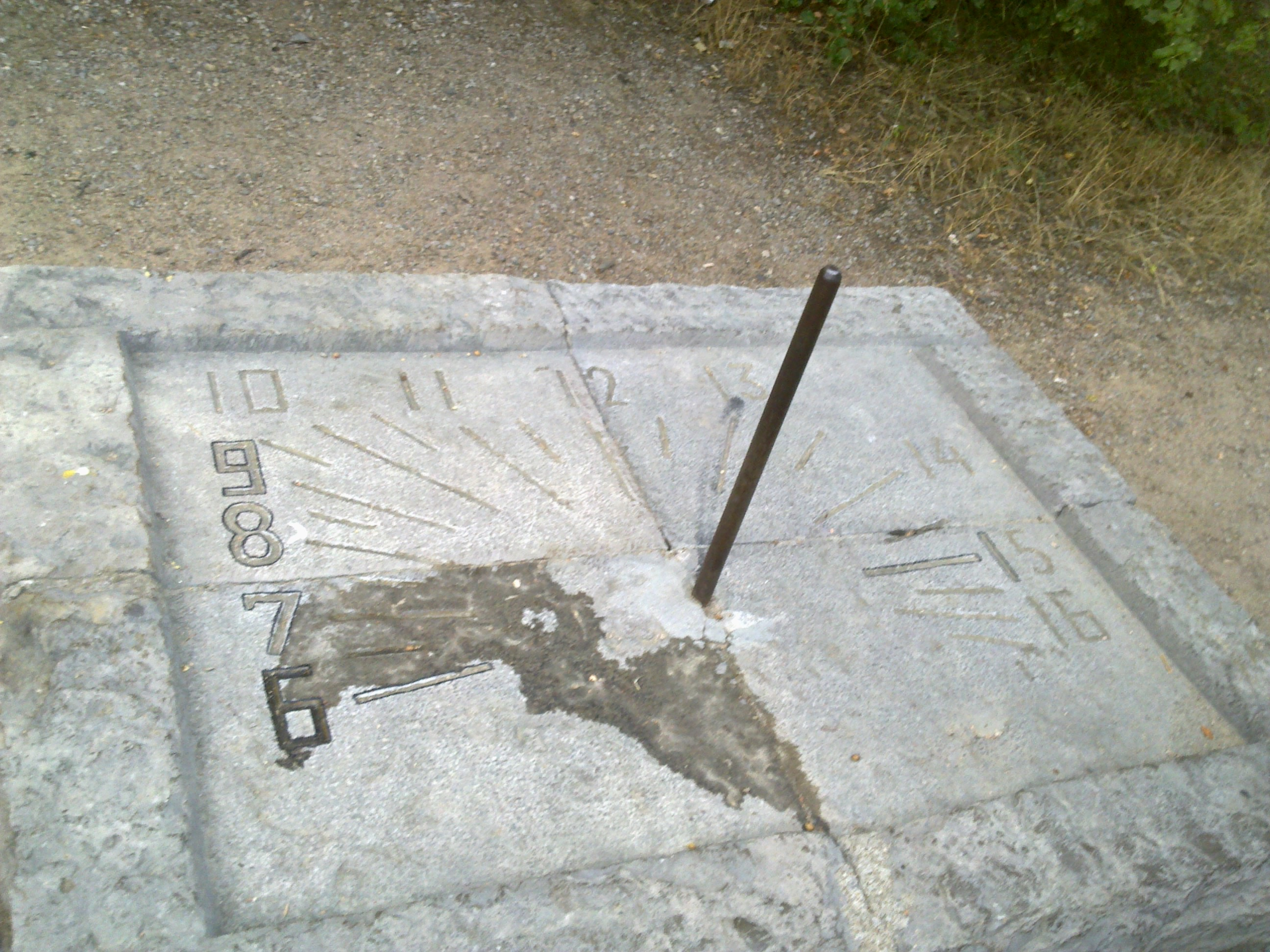
Сонячний годинник
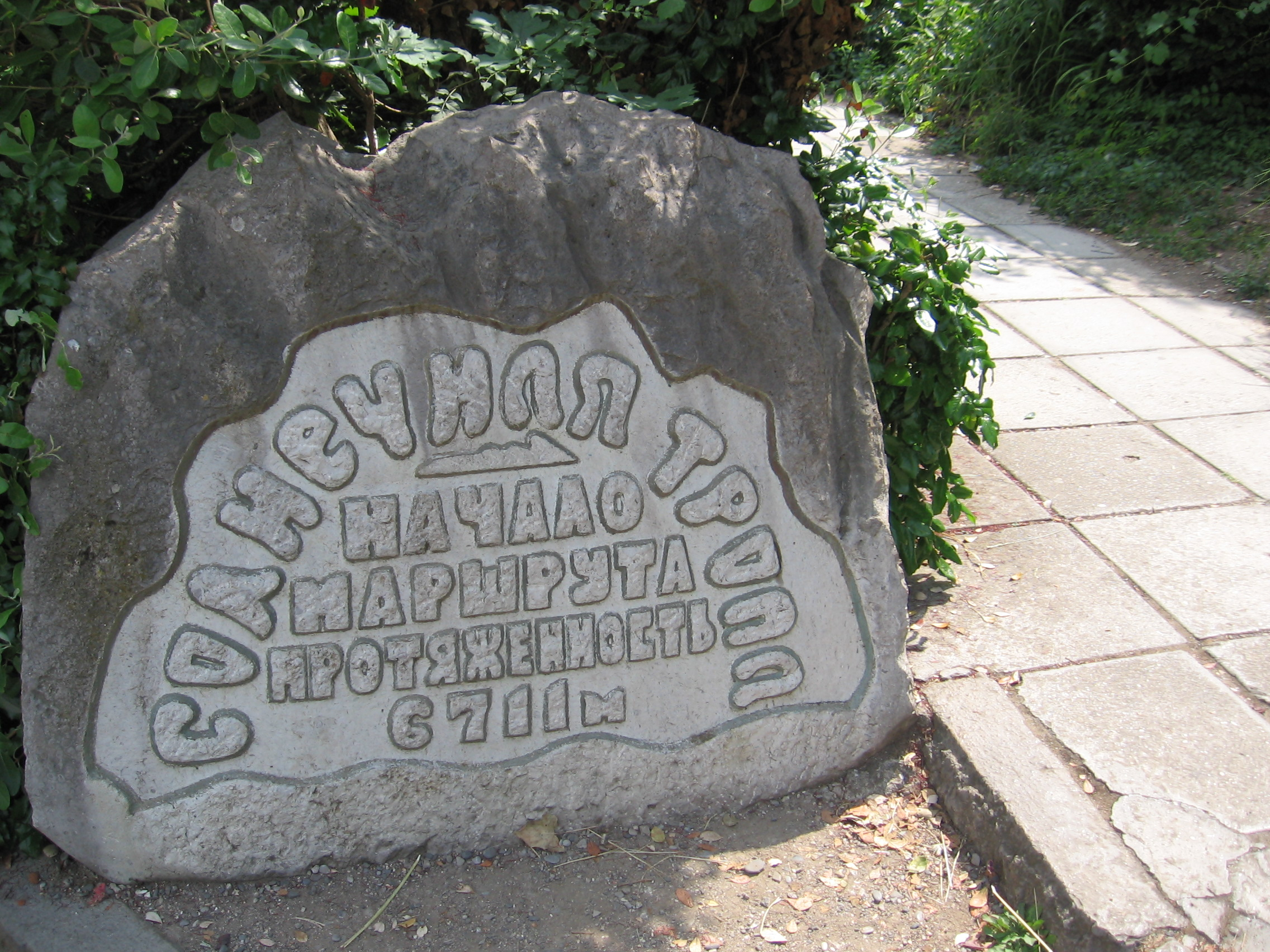
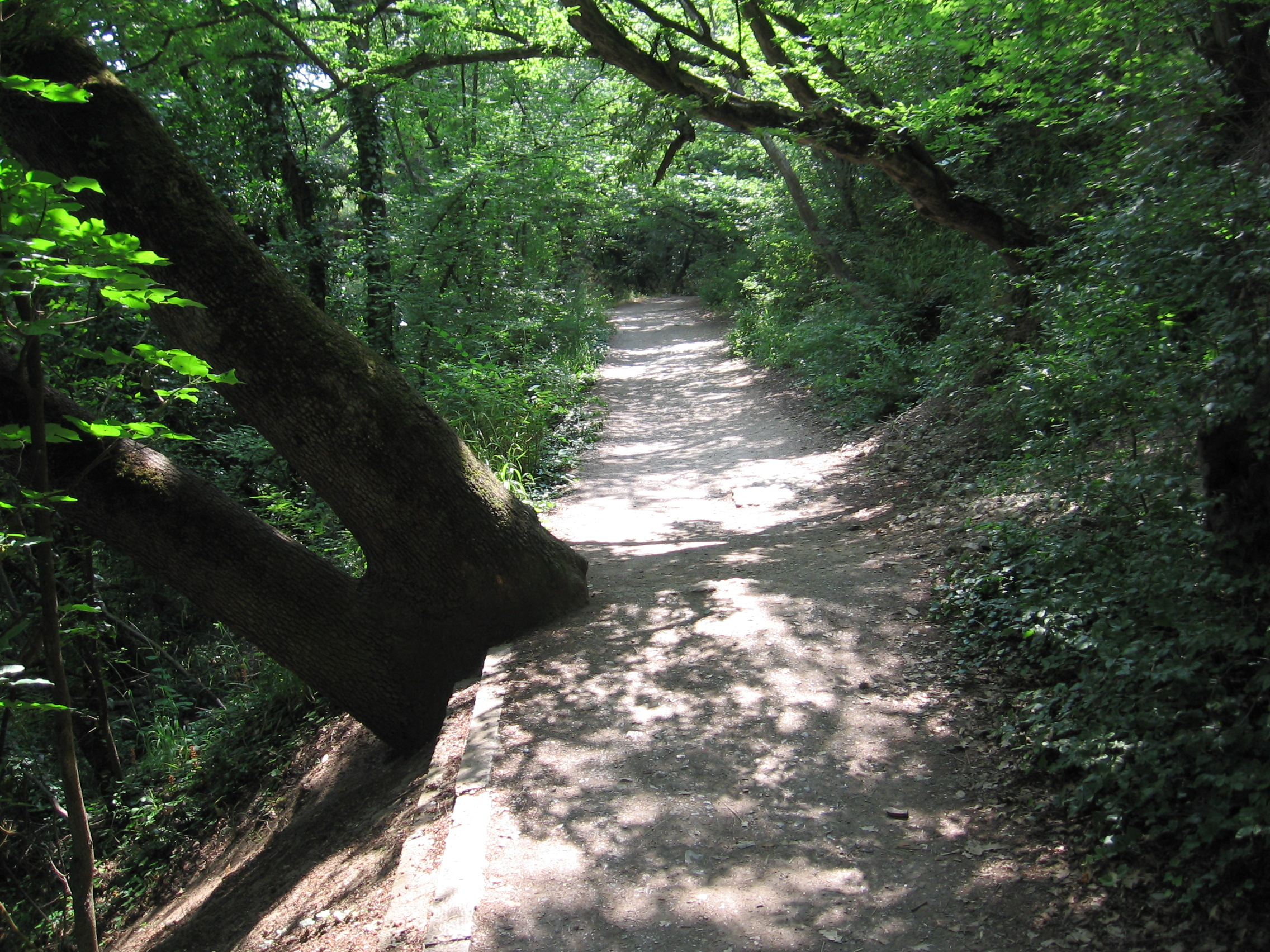